# Vörösfejű őszibagoly
A vörösfejű őszibagoly (Conistra erythrocephala)  a rovarok (Insecta) osztályának a lepkék (Lepidoptera) rendjéhez, ezen belül a bagolylepkefélék (Noctuidae) családjához tartozó faj.

## Elterjedése
Észak-Afrikában (Marokkó, Algéria) és Spanyolországban, Nyugat-, Dél-és Közép-Európában. Törökországban, Dél-Oroszországban és a Kaukázusban, Irakban és Jordániában.  Az elterjedésnek északi határa Dél-Angliában, Dániában, Dél-Skandináviában, a Baltikumban, Oroszországban az Ural-hegységig. Kedveli a tölgyfa vagy keményfa erdők által borított síkságokat és hegyeket. Közép-Európában akár 500 m magasságban is előfordul.

## Megjelenése
- lepke: szárnyfesztávolsága: 32–42 mm, kétféle színben: egyik alfaja vöröses-szürkés vagy vöröses színű, a másik ismert alfaj példányai vöröses-barna első első szárnyúak és szürkés-sárga rajzolatúak. A hátsó szárnyak sötétbarnák.
- pete: félgömb alakú, először világos sárga, később rózsaszín.
- hernyó: szürke, barna és sárga színű lehet.
- báb: köpcös, vörösesbarna

## Életmódja
- nemzedék: egy nemzedékes faj, szeptemberben már megjelenhetnek, de a fő rajzási időszak októberre és novemberre jellemző. Ezután a lepkék csak a meleg téli napokon láthatók elvétve.
- hernyók tápnövényei: a tölgy (Quercus sp.), a gyertyán (Carpinus) és a szilfa, lágyszárúak közül a Galium, az útifű (Plantago) és a pitypang (Taraxacum).

## Fordítás
- Ez a szócikk részben vagy egészben  a   Rotkopf-Wintereule című német Wikipédia-szócikk fordításán alapul.  Az eredeti cikk szerkesztőit annak laptörténete sorolja fel. Ez a jelzés csupán a megfogalmazás eredetét és a szerzői jogokat jelzi, nem szolgál a cikkben szereplő információk forrásmegjelöléseként.